# جاده ئی۷۹ اروپا

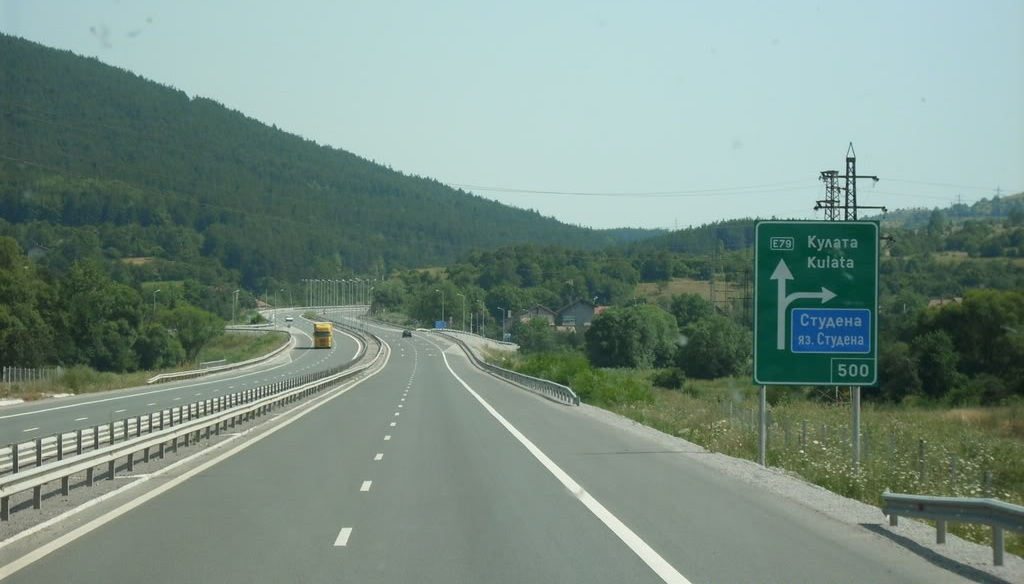
جاده ئی۷۹ اروپا در بلغارستان

جاده ئی۷۹ اروپا (به انگلیسی: European route E79) یکی از جاده‌های اصلی قاره اروپا است.
این جاده که از شهر میشکولتس (مجارستان) شروع شده، در شهر سالونیک (یونان) به پایان می‌رسد و ۱۳۰۰ کیلومتر مسافت دارد.